# Minige
Minige o «El escape del Cuerpo» es un festival celebrado en Japón en la ciudad de Kitsuki, el undécimo día del séptimo mes del calendario antiguo. En este día se dice que la Gran Deidad de Kitsuki sale de su santuario para pasar a través de las calles de la ciudad y la orilla del mar, después de lo cual entra en la casa del Kokuzo. Durante este período el Kokuzo no deja su casa, retirándose junto a su familia a ciertos apartamentos de su morada con la finalidad de dejar la mayor parte libre para el uso de la deidad. Este retiro del Kokuzo es llamado todavía Minige.
Mientras la deidad Oho-kuni-nushi-no-Kami pasa por las calles de la ciudad de Kitzuki, esta es seguida por el más alto sacerdote sintoista del santuario; llamado kannushi o antiguamente Bekkwa.  La palabra Bekkwa significa «especial» o «fuego sagrado», siendo la causa de este nombre el hecho de que el kannushi fuera alimentado con comida especial cocinada con el fuego sagrado; esto vendría ocurriendo una semana antes del festival, con la última finalidad de mantenerse puro ante la presencia de la deidad. Sin embargo, hoy en día, la persona que realiza el rito no es llamado Bekkwa, quedando relegada la palabra a un nombre de familia.
Mientras realiza su función, el Bekkwa, ordena a cualquiera que se encuentre en la calle que se aparte con las palabras: «¡Perro, dejad pasar!». Y la gente común creía que cualquiera al cual el kannushi se dirigiera de esta forma, sería convertido en perro. Por esta razón, durante el día del festival, nadie procuraba salir a la calle después de cierta hora; y aún hoy, todavía la mayoría de la gente de la pequeña ciudad de Kitsuki no deja sus casas durante el festival.
Después de haber seguido a la deidad por la ciudad, el Bekkwa solía representar entre las dos y las tres de la mañana, un ritual secreto a la orilla del mar. Ninguna persona podía estar presente durante este ritual y se creía que cualquiera que viera el rito, aún por equivocación, caería muerto instantáneamente y sería convertido en animal.
Además, se creía que la Gran Deidad de Kitsuki montaba un Caballo de Bronce por las calles de la ciudad. Este caballo se encontraría en la primera corte del Oho-yashiro de la ciudad de Kitsuki.
- Datos: Q56316219